# Dubravko Merlić
Dubravko Merlić (Zagreb, 28. travnja 1960.) - hrvatski novinar, urednik i producent. 
Poznat je po svom radu na Hrvatskoj radio televiziji. Dobitnik je nagrade Rose d'Or (2007. g.), za tv-emisiju „Piramida“. Vlasnik je tvrtke Castor Multimedia. 

## Biografija
Dubravko Merlić rođen je u Zagrebu 1960. godine. Diplomirao je na Filozofskom fakultetu u Zagrebu 1983. Predavao je hrvatski jezik i književnost u osnovnoj školi u Zagrebu 1984. – 1986. Godine 1987. započeo je svoju novinarsku karijeru na Radio Sljemenu.

### Profesionalna karijera
Televizijsku karijeru započinje 1990. godine na Hrvatskoj radio - televiziji. U razdoblju od 1990. do 1991., bio je urednik i voditelj vijesti na HRT 2. Od 1992. do 1996., Dubravko Merlić bio je urednik i voditelj tv-emisije „Slikom na sliku“, zbog koje je dobio nagradu novinara godine 1995., Hrvatskog novinarskog društva. Objavio je i knjigu "Slikom na sliku", 2005. Zbog političkih pritisaka, emisija „Slikom na sliku“ ukinuta je. Od 1998. do 1999. bio je voditelj emisije "Jedan plus jedan".
Od 2000. do 2001. bio je urednik Informativnog programa Hrvatske televizije, u tom razdoblju vodio je i središnji Dnevnik HTV-a.
Od 2001. do 2003. radio je kao direktor korporativnih komunikacija u Plivi.

### Privatni život
U braku je sa Željkom Ogrestom.

## Projekti
Godine 2003., osnovao je nezavisnu produkcijsku kuću „Castor Multimedia“. Njegov tv-show "Piramida" osvojio je međunardonu televizijsku nagradu "Rose d'Or" za najbolji show 2007. te prethodno nagradu INPUT 2005. u San Franciscu. "Piramida" se emitirala u osam zemalja. U razdoblju od 2004. do 2015. od Hrvatske do Kanade emitirano je više od 1400 epizoda Piramide. 
Od 2005. do 2007.  godine bio je autor, urednik i voditelj autorske političke emisije, tv formata "Kontraplan" emitirane na HTV. 
Projekt "Putna groznica" autora Dubravka Merlića pobijedio je na natječaju Hrvatske radiotelevizije u kategoriji game showa 2008. godine.
U rujnu 2007., pokrenuo je tv-emisiju „Stanje nacije“. Dubravko Merlić postao je član žirija tv-showa „Supertalent“ 2009. godine na Novoj TV.
Castor Multimedija direktora Dubravka Merića 2009. godine producirala je njemački format “Scillerstrasse” pod nazivom "Moja tri zida" za RTL.
Dubravko Merlić sudjelovao je u pokretanju televizije N1, prve regionalne 24-satne news-platforme i ekskluzivnog CNN-ovog partnera za regiju. Od 2014. do 2015. godine Merlić je bio prvi direktor programa za Hrvatsku, pri čemu je osmislio, uređivao i vodio politički hard talk show "Pressing".

## Sinkronizacija
- "Hop" kao David Hasselhoff (2011.)